# Super Formula
Le Japanese Championship Super Formula, (Championnat japonais de Super Formula) également dénommé Super Formula, est une compétition automobile réservé aux automobiles monoplaces. Il est, depuis 2013, le nom officiel du championnat majeur de monoplaces au Japon anciennement appelé Formula Nippon.

## Présentation

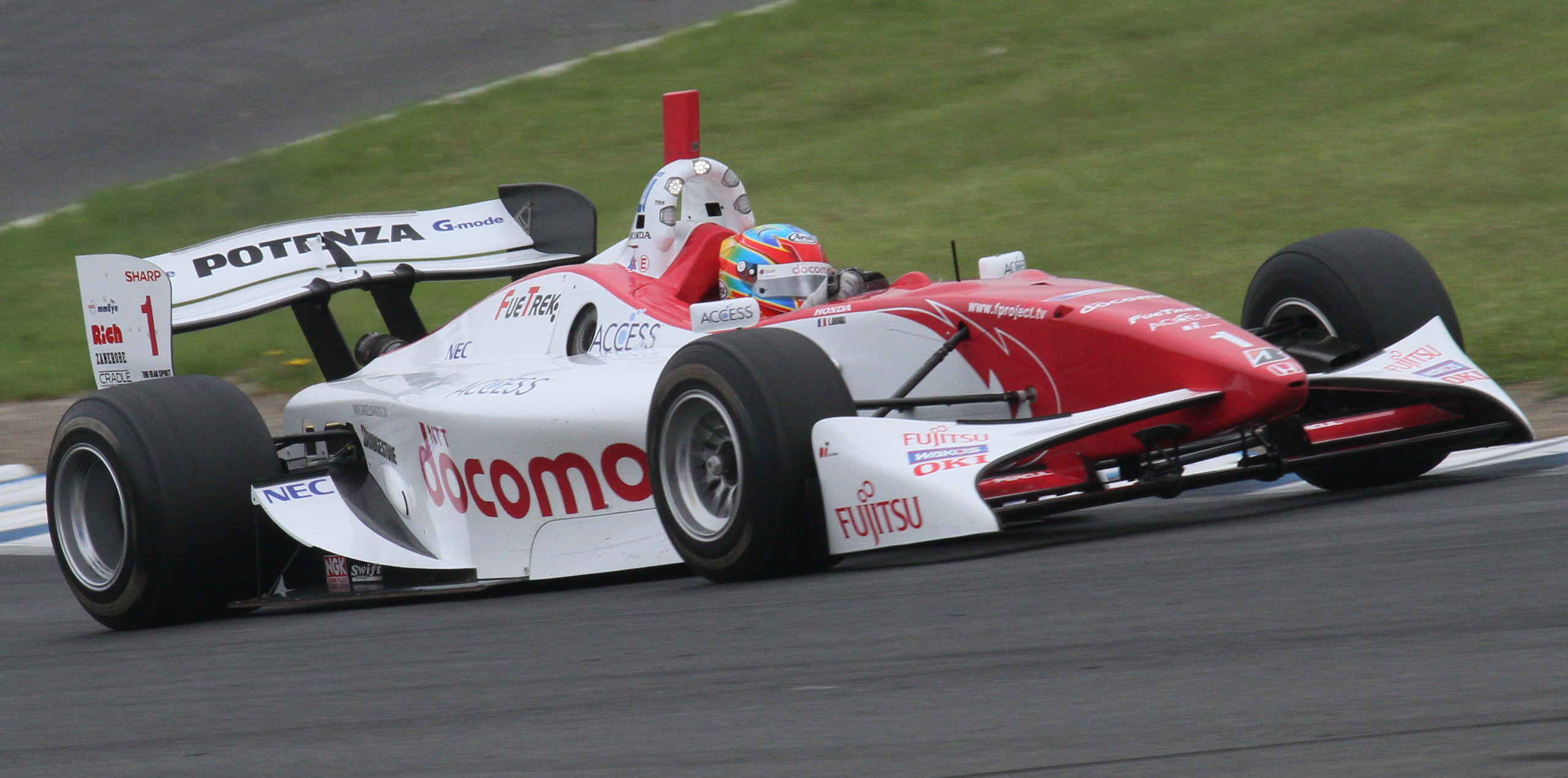
Une monoplace de Formula Nippon en 2010

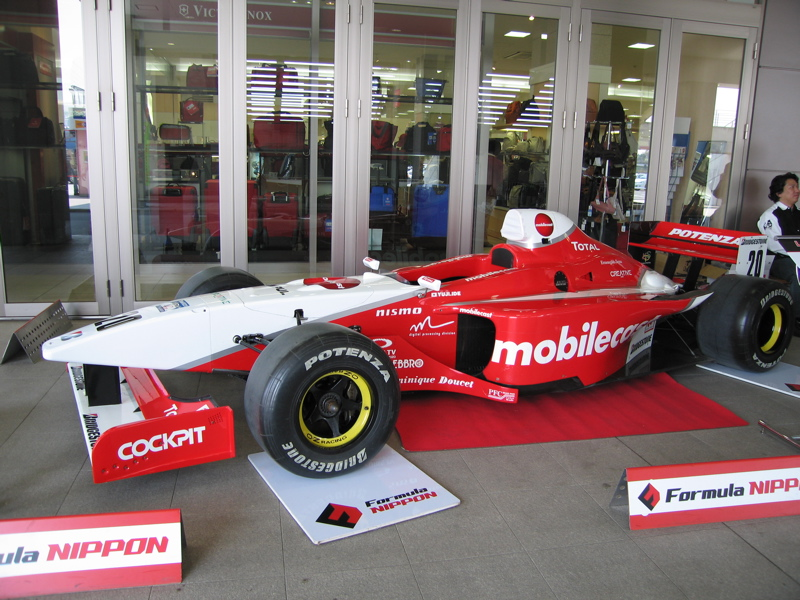
La Lola de Formula Nippon de Yuji Ide, utilisée en 2005

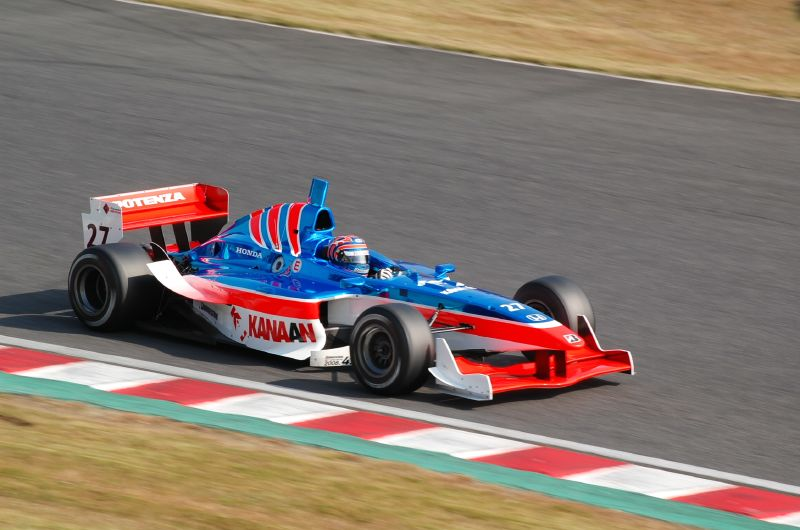
La Lola de Formula Nippon de Tony Kanaan, utilisée à Suzuka en 2007

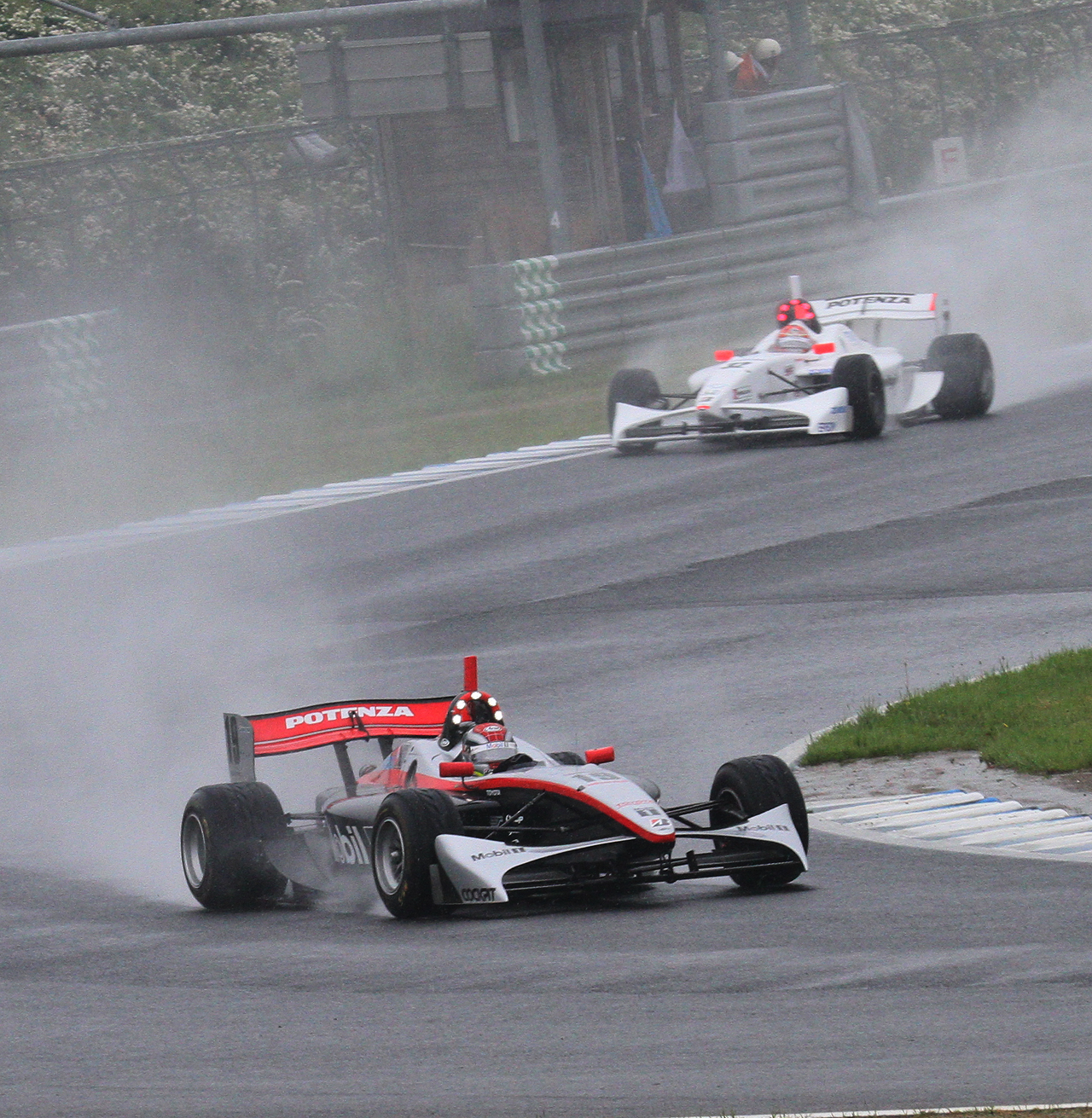
Une course de Formula Nippon en 2010 à Motegi.

La Formula Nippon est l'héritière de l'ancien championnat du Japon de Formule 2000, devenu Formule 2 en 1978 puis Formule 3000 en 1987, avant de prendre son nom actuel en 1996. L'évolution de sa réglementation a plus ou moins suivi celle des championnats européens de Formule 2 ou de Formule 3000. Le championnat a connu son apogée au début des années 1990 lorsqu'il a vu s'affronter les meilleurs pilotes japonais ainsi que de nombreux talents européens. Pour des pilotes tels que Heinz-Harald Frentzen, Eddie Irvine, Johnny Herbert ou encore Mika Salo, dont les carrières étaient au point mort en Europe faute de budget, la Formula Nippon a été un moyen d'accéder à la Formule 1. Pour Ralf Schumacher, champion en 1996, l'exil au Japon a été plus motivé par un souci d'échapper à la pression induite par son célèbre patronyme que par des soucis financiers. À noter enfin que l'unique épreuve de F3000 disputée par Michael Schumacher l'a été dans le championnat du Japon, en 1991 (il avait terminé deuxième à Sugo derrière son équipier Ross Cheever). À partir de la deuxième moitié des années 1990, le Japon étant à son tour touché par la crise économique, la Formula Nippon est devenue moins attrayante pour les meilleurs espoirs européens, entrainant une baisse de niveau de la discipline, qui conserve malgré tout un plateau relativement international.
Longtemps ouverte à tous les constructeurs de châssis et de moteurs, la Formula Nippon est devenue monotype à partir de la saison 2002 et l'obligation faite à tous les concurrents d'utiliser des châssis Reynard et des moteurs Mugen Honda. En 2003, à la suite de la faillite de Reynard, le fournisseur exclusif du plateau est devenu Lola, dont les châssis Lola B03/50 ont été utilisés jusqu'en 2006 et leur remplacement par la Lola FN06, plus moderne. Quant au monopole de Mugen Motorsports dans la fourniture des moteurs, il a cessé en 2006, Honda et Toyota se disputant désormais la fourniture du plateau.
La saison 2009 est marquée par un nouveau changement dans la réglementation technique. La Lola FN06 est remplacée par la FN09, conçue par le constructeur américain Swift Engineering. Bénéficiant de lignes plus modernes et générant un appui aérodynamique accru par rapport à sa devancière, la FN09 est mue par des moteurs de 3 400 cm3 qui développent autour de 600 chevaux.
Le 5 août 2012, un changement de nom a été annoncé pour la saison 2013. La compétition devient la Japanese Championship Super Formula, plus simplement Super Formula, à partir du 1er janvier 2013. Ce changement est lié à une évolution du championnat destinée à en faire l'équivalent de l'IndyCar Series en Asie.
L'antichambre du championnat est le championnat du Japon de Formule 3, devenu Super Formula Lights en 2020.
2019 marque l'arrivée d'un nouveau châssis conçu par Dallara dénommé SF19 succédant à la SF14. Cette voiture conserve le Nippon Race Engine développé par Honda et Toyota. Elle apparaît dans Gran Turismo Sport et Gran Turismo 7.

## Palmarès
| Année          | Vainqueur              | Automobile/Pneus           | Automobile/Pneus | Écurie                      |              |
| Formule 2000   | Formule 2000           | Formule 2000               | Formule 2000     | Formule 2000                | Formule 2000 |
| -------------- | ---------------------- | -------------------------- | ---------------- | --------------------------- | ------------ |
| 1973           | Motoharu Kurosawa      | March-BMW                  | B                | Non décerné                 |              |
| 1974           | Noritake Takahara      | March-BMW                  | B                | Non décerné                 |              |
| 1975           | Kazuyoshi Hoshino      | March-BMW                  | B                | Non décerné                 |              |
| 1976           | Noritake Takahara      | Nova-BMW                   | B                | Non décerné                 |              |
| 1977           | Kazuyoshi Hoshino      | Nova-BMW                   | B                | Non décerné                 |              |
| Formule 2      |                        |                            |                  |                             |              |
| 1978           | Kazuyoshi Hoshino      | Nova-BMW                   | B                | Non décerné                 |              |
| 1979           | Keiji Matsumoto        | March-BMW                  | D                | Non décerné                 |              |
| 1980           | Masahiro Hasemi        | March-BMW                  | B                | Non décerné                 |              |
| 1981           | Satoru Nakajima        | Ralt-Honda March-Honda     | B                | Non décerné                 |              |
| 1982           | Satoru Nakajima        | March-Honda                | B                | Non décerné                 |              |
| 1983           | Geoff Lees             | Spirit-Honda March-Honda   | D                | Non décerné                 |              |
| 1984           | Satoru Nakajima        | March-Honda                | B                | Non décerné                 |              |
| 1985           | Satoru Nakajima        | March-Honda                | B                | Non décerné                 |              |
| 1986           | Satoru Nakajima        | March-Honda                | B                | Non décerné                 |              |
| Formule 3000   |                        |                            |                  |                             |              |
| 1987           | Kazuyoshi Hoshino      | Lola-Honda                 | B                | Non décerné                 |              |
| 1988           | Aguri Suzuki           | March-Cosworth             | B                | Non décerné                 |              |
| 1989           | Hitoshi Ogawa          | Lola-Mugen                 | D                | Non décerné                 |              |
| 1990           | Kazuyoshi Hoshino      | Lola-Mugen                 | B                | Non décerné                 |              |
| 1991           | Ukyo Katayama          | Lola-Cosworth              | B                | Non décerné                 |              |
| 1992           | Mauro Martini          | Lola-Mugen                 | B                | Non décerné                 |              |
| 1993           | Kazuyoshi Hoshino      | Lola-Mugen                 | B                | Non décerné                 |              |
| 1994           | Marco Apicella         | Dome-Mugen                 | D                | Non décerné                 |              |
| 1995           | Toshio Suzuki          | Lola-Mugen                 | B                | Non décerné                 |              |
| Formula Nippon |                        |                            |                  |                             |              |
| 1996           | Ralf Schumacher        | Reynard-Mugen              | B                | Team LeMans                 |              |
| 1997           | Pedro de la Rosa       | Lola-Mugen                 | B                | Team Nova                   |              |
| 1998           | Satoshi Motoyama       | Reynard-Mugen              | B                | Team LeMans                 |              |
| 1999           | Tom Coronel            | Reynard-Mugen              | B                | Nakajima Racing             |              |
| 2000           | Toranosuke Takagi      | Reynard-Mugen              | B                | Nakajima Racing             |              |
| 2001           | Satoshi Motoyama       | Reynard-Mugen              | B                | Team 5Zigen                 |              |
| 2002           | Ralph Firman           | Reynard-Mugen              | B                | Nakajima Racing             |              |
| 2003           | Satoshi Motoyama       | Lola-Mugen                 | B                | Team Impul                  |              |
| 2004           | Richard Lyons          | Lola-Mugen                 | B                | Team Impul                  |              |
| 2005           | Satoshi Motoyama       | Lola-Mugen                 | B                | Team Impul                  |              |
| 2006           | Benoît Tréluyer        | Lola-Toyota                | B                | Team Impul                  |              |
| 2007           | Tsugio Matsuda         | Lola-Toyota                | B                | Team Impul                  |              |
| 2008           | Tsugio Matsuda         | Lola-Toyota                | B                | Team Impul                  |              |
| 2009           | Loïc Duval             | Swift-Honda                | B                | Nakajima Racing             |              |
| 2010           | João Paulo de Oliveira | Swift-Toyota               | B                | Team Impul                  |              |
| 2011           | André Lotterer         | Swift-Toyota               | B                | Petronas Team TOM'S         |              |
| 2012           | Kazuki Nakajima        | Swift-Toyota               | B                | NTT DoCoMo Dandelion Racing |              |
| Super Formula  |                        |                            |                  |                             |              |
| 2013           | Naoki Yamamoto         | Swift SF09-Honda HR12E     | B                | Petronas Team TOM'S         |              |
| 2014           | Kazuki Nakajima        | Dallara SF14-Toyota RI4A   | B                | Petronas Team TOM'S         |              |
| 2015           | Hiroaki Ishiura        | Dallara SF14-Toyota RI4A   | B                | Petronas Team TOM'S         |              |
| 2016           | Yuji Kunimoto          | Dallara SF14-Toyota RI4A   | Y                | P.mu/cerumo・INGING         |              |
| 2017           | Hiroaki Ishiura        | Dallara SF14-Toyota RI4A   | Y                | P.mu/cerumo・INGING         |              |
| 2018           | Naoki Yamamoto         | Dallara SF14-Honda HR-417E | Y                | Kondō Racing                |              |
| 2019           | Nick Cassidy           | Dallara SF19-Toyota RI4A   | Y                | NTT DoCoMo Dandelion Racing |              |
| 2020           | Naoki Yamamoto         | Dallara SF19-Honda HR-417E | Y                | Vantelin Team TOM'S         |              |
| 2021           | Tomoki Nojiri          | Dallara SF19-Honda HR-417E | Y                | Carenex Team Impul          |              |
| 2022           | Tomoki Nojiri          | Dallara SF19-Honda HR-417E | Y                | Team Mugen                  |              |
| 2023           | Ritomo Miyata          | Dallara SF23-Honda HR-417E | Y                | Team Mugen                  |              |
| 2024           | Sho Tsuboi             | Dallara SF23-Honda HR-417E | Y                | NTT DoCoMo Dandelion Racing |              |